# Cranage
Cranage est un village et une paroisse civile anglaise située dans le comté de Cheshire. Ici se trouve l'ancien manoir Cranage Hall, un monument historique du grade II.

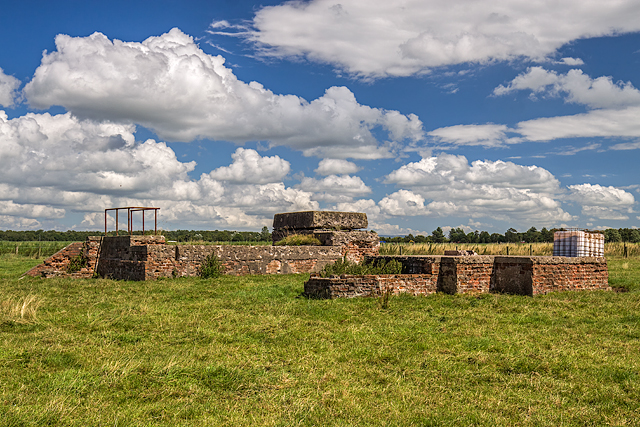
Vestiges de l'ancienne base aérienne

Près de Cranage se trouve une ancienne base aérienne de la Royal Air Force, utilisée de 1939 jusqu'à 1957.